# 1928年アムステルダムオリンピックのフィリピン選手団
1928年アムステルダムオリンピックのフィリピン選手団（1928ねんアムステルダムオリンピックのフィリピンせんしゅだん）は、1928年7月28日から8月12日にかけてオランダのアムステルダムで開催された1928年アムステルダムオリンピックのフィリピン選手団、およびその競技結果。

## 概要
今大会は銅メダル1個、合計1個のメダルを獲得した。
競泳男子200m平泳ぎでテオフィロ・イルデフォンソが銅メダルを獲得、フィリピンに初めてのメダルをもたらした。

## メダル
| メダル | 選手名                     | 競技 | 種目           |
| ------ | -------------------------- | ---- | -------------- |
| 銅     | テオフィロ・イルデフォンソ | 競泳 | 男子200m平泳ぎ |